# Hosahalli, Tarikere
Hosahalli là một làng thuộc tehsil Tarikere, huyện Chikmagalur, bang Karnataka, Ấn Độ.